# Tatz

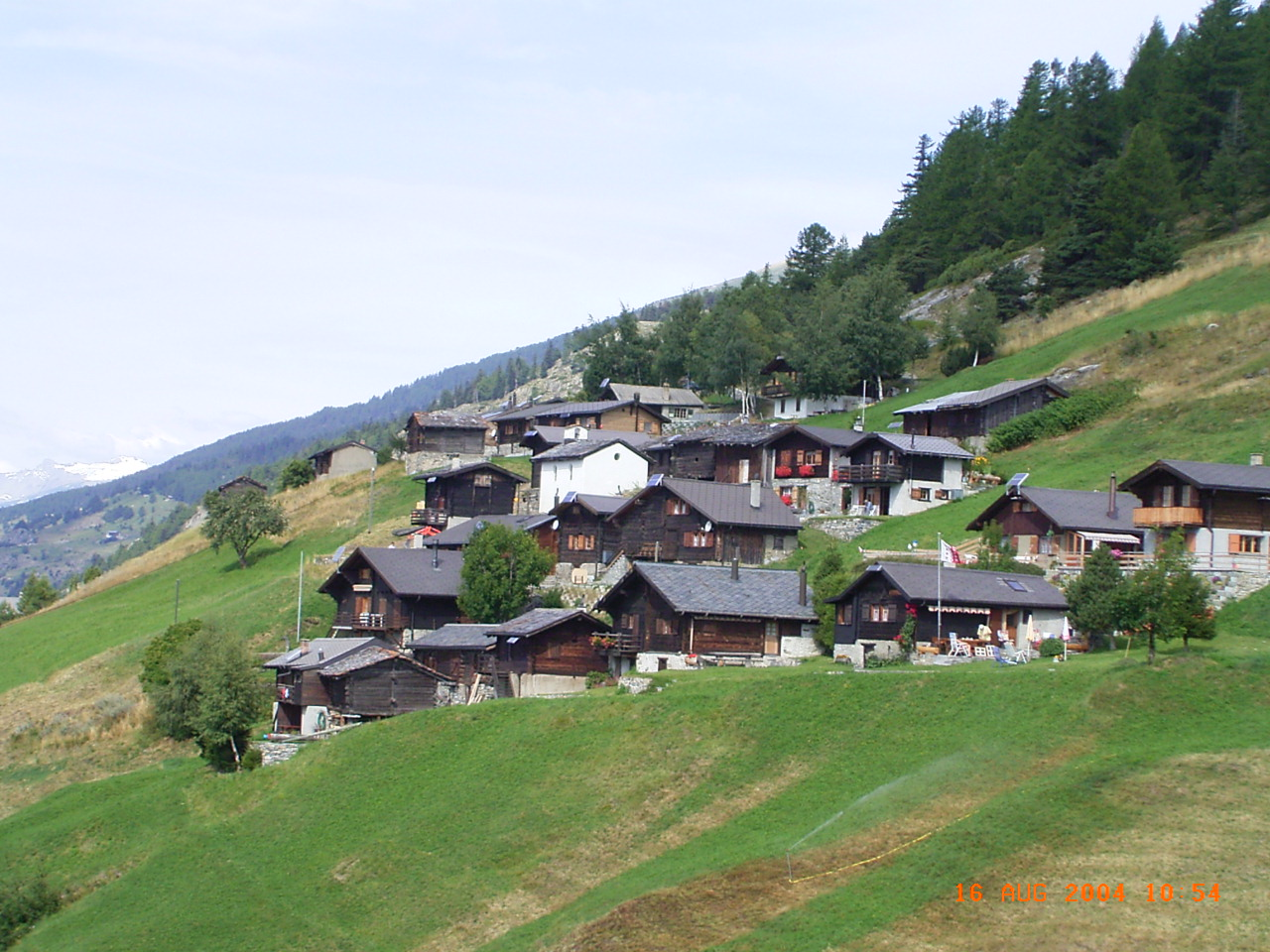
Alp Tatz (2004)

Tatz ist eine Alp oberhalb Niedergesteln im Kanton Wallis in der Schweiz. Sie liegt auf einem Plateau am Eingang zum Jolital und gehört zum UNESCO-Weltnaturerbe Schweizer Alpen Jungfrau-Aletsch. Nördlich der Tatz liegt die Eintrittsschwelle Mattachra, welche ein symbolisches Portal zum UNESCO-Weltnaturerbe Schweizer Alpen Jungfrau-Aletsch symbolisiert. Es gibt ebenfalls eine, nach der Alpe benannte Tatz-Suone, welche sich oberhalb der Jolialp-Hütte nach Westen zieht.